# Linalool
Linalool er et naturligt forekommende terpenalkohol, som findes i mange blomster og krydderiplanter. Det bruges i stor stil som parfumestof i mange kommercielle produkter. Det kaldes også for β-linalool, linalylalkohol, linaloyloxid, p-linalool, allo-ocimenol og 3,7-Dimethyl-1,6-octadien-3-ol. Det officielle danske systematiske navn er 3,7-dimethyl-oct-1,6-dien-3-ol.

## Natur
Over 200 plantearter producerer linalool, primært i familierne Lamiaceae (mynte, duftende urter), Lauraceae (laurbær, kanel, rosentræ), og Rutaceae (citrusfrugt), men også birketræer og andre planter, fra tropiske- til subpolarklimazoner. Det er også fundet i nogle svampe.

## Enantiomer
Linalool har et stereogenic center med C3 og har derfor to stereoisomer: (R)-(–)-linalool kendes også som licareol og (S)-(+)-linalool kendes som coriandrol.
Begge enantiomer findes i naturen: (S)-linalool findes fx i æterisk olie fra korianderfrø (Coriandrum sativum L. familie Apiaceae), palmarosa [Cymbopogon martinii var martinii (Roxb.) Wats., familie græs-familien], og appelsin (Citrus sinensis Osbeck, familie Rutaceae) blomster. (R)-linalool er tilstede i lavendel (Lavandula officinalis Chaix, familie Lamiaceae), laurbær (Laurus nobilis, familie Lauraceae), og sød basilikum (Ocimum basilicum, familie Lamiaceae) og andre.

## Brug
Linalool bruges som duft i 60–80 % af parfumerede hygiejneprodukter og rengøringsmidler inklusive sæber, vaskemidler, shampoo og lotion.
Det bruges som et kemisk mellemprodukt. Et muligt slutprodukt af linalool er Vitamin E.
Linalool bruges også af professionelle skadedyrsbekæmpere som insektmiddel mod lopper, bananfluer og kakerlaker.
Linalool bruges også i myggeafskrækningsmidler.